# Refrigerador d'absorció

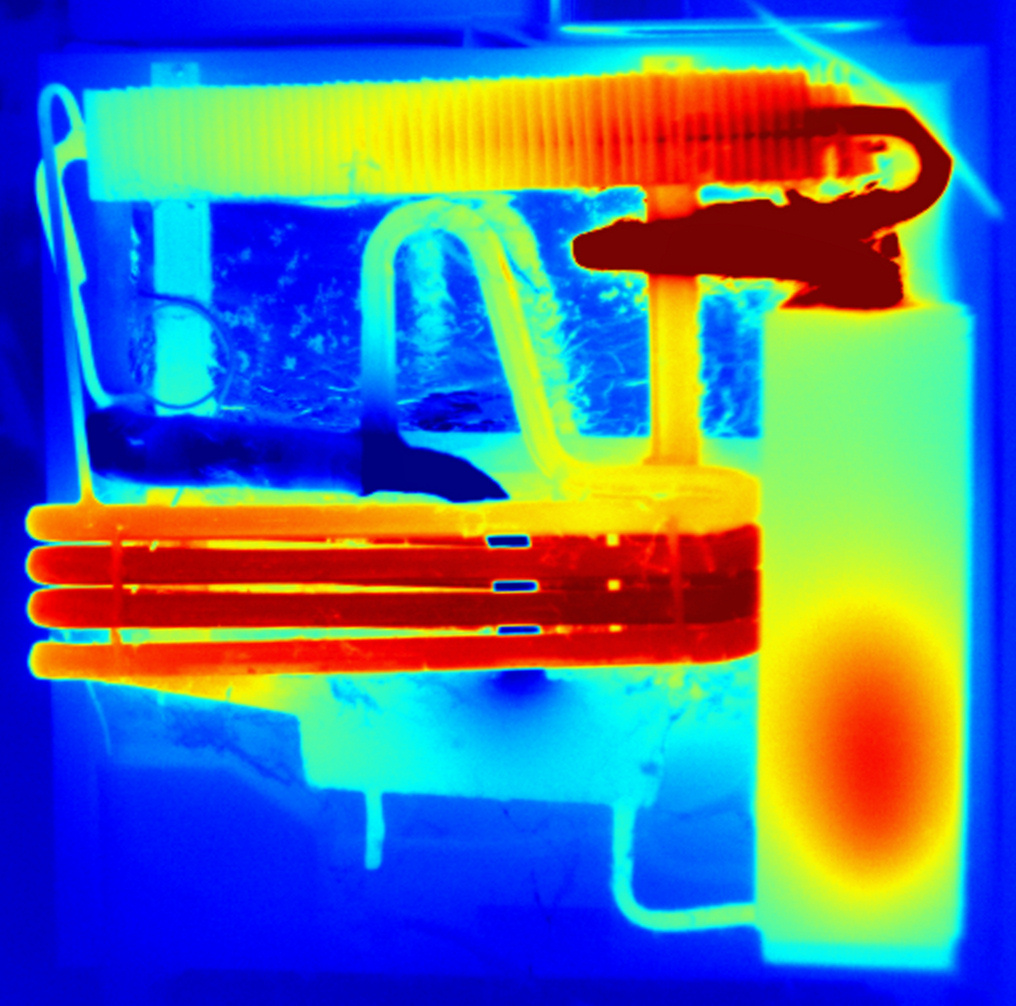
Imatge tèrmica d'una nevera d'absorció domèstica d'un tipus comparable a el en la imatge etiquetada damunt. El color indica temperatura relativa: fred=blau, el vermell és més calent. La font de calor (7) és contingut enterament dins del insulation secció (6).

Un refrigerador d'absorció és aquell que utilitza un mitjà de produir fred que, igual que en el sistema de refrigeració per compressió, aprofita el fet que les substàncies absorbeixen calor en canviar d'estat, de líquid a gas. Així com en el sistema de compressió el cicle es fa mitjançant un compressor, en el cas de l'absorció, el cicle es basa físicament en la capacitat que tenen algunes substàncies, com el bromur de liti, d'absorbir una altra substància, tal com l'aigua, en fase de vapor. Una altra possibilitat és emprar l'aigua com a substància absorbent (dissolvent) i amoníac com a substància absorta (solut).
La tècnica va néixer el 1859, quan Ferdinand Carré va aconseguir fabricar gel amb la primera màquina d'absorció de cicle amoníac-aigua.

## Funcionament

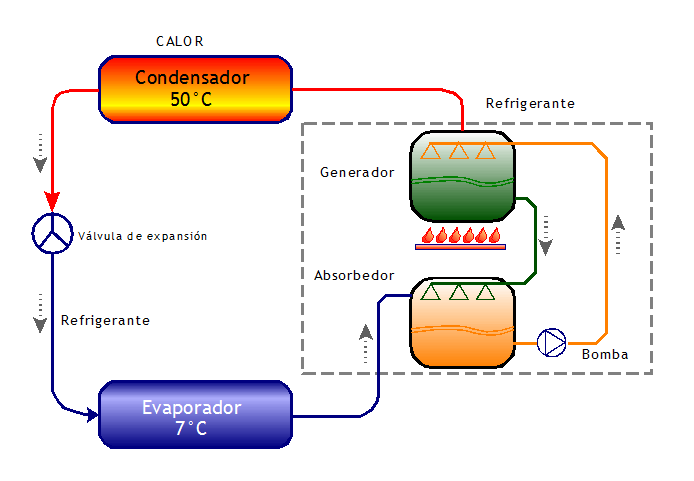
Esquema del cicle de refrigeració per absorció.

El cicle més emprat normalment és el d'aigua-bromur de liti, ja que té major eficiència. S'empra el bromur de liti perquè té una gran capacitat d'absorbir aigua i perquè pot deshidratar-se mitjançant la calor.
Baixant als detalls d'aquest cicle, l'aigua (refrigerant), que es mou per un circuit a baixa pressió, s'evapora en un bescanviador de calor, anomenat evaporador. L'evaporació necessita calor, que s'obté d'un bescanviador en el qual es refrigera un fluid secundari (normalment, també aigua), que es porta per una xarxa de canonades a refredar els ambients que interessi. Després de l'evaporador, el bromur de liti absorbeix el vapor d'aigua en l'absorbidor, produint una solució diluïda (o feble) de bromur en aigua. Aquesta solució passa al generador, on se separen dissolvent i solut mitjançant calor procedent d'una font externa; l'aigua va al condensador, que és un altre bescanviador on cedeix la major part de la calor rebuda en el generador, i des d'allà passa de nou a l'evaporador, a través de la vàlvula d'expansió; el bromur, ara com a solució concentrada en aigua, torna a l'absorbidor per re-iniciar el cicle. En definitiva, en l'absorbidor es desprèn calor en absorbir el gas, mentre que en el generador s'absorbeix calor en desprendre el gas.
Encara que no apareix en la figura, també se sol utilitzar un bescanviador de calor, posant en contacte, sense mescla, els conductes absorbidor-generador i generador-absorbidor, per pre-escalfar la solució d'aigua-bromur de liti, abans de passar a l'escalfador (generador), mentre que, al seu torn, la solució concentrada de bromur de liti es refreda quan va cap a l'absorbidor, ja que l'absorció es realitza millor a baixa temperatura. De fet (vegeu paràgraf següent) en l'absorbidor hi ha d'haver un bescanviador per refredar-lo amb la torre de refredament.
Igual que en el cicle de compressió, el sistema requereix una torre de refredament per tal de dissipar la calor sobrant (sumeixi de l'aportat per la font externa i l'extret dels locals o espais refrigerats). El fluid portador de calor que va a la torre discorrerà successivament per dos bescanviadors situats en l'absorbidor i en el condensador.
Com es pot veure en l'esquema, els únics elements mecànics existents en el cicle són una bomba que porta la solució concentrada al generador i una altra, no representada, per portar el caloportador a la torre de refredament.
El cicle amoniaco-aigua és en tot semblant, tret que en aquest cas el refrigerant és el amoniaco i l'absorbent és l'aigua. S'utilitza, encara que té menor eficiència energètica, perquè té l'avantatge de poder aconseguir temperatures inferiors a 0 °C, és a dir, en aparells per congelar, com a frigorífics.

## Avantatges i inconvenients
El rendiment, mesurat pel COP (coefficient of performance, en la normativa espanyola, pel CoDeRE, Coeficient De Rendiment Energètic), és menor que en el mètode per compressió (entre 0,8 i 1,2 enfront de 3 i 5,5). Si bé és cert que el COP obtingut mitjançant compressió té en compte l'energia elèctrica invertida en el compressor, que no és energia primària en si. En canvi en un sistema d'absorció l'energia utilitzada per al càlcul del COP és la calor aportada al generador, que @sí_ja és una energia primària avaluable. Per tant, no es poden comparar el COP de compressió i d'absorció (és millor i més útil comparar-los a través del segon principi de la termodinàmica, per valorar la qualitat de l'energia utilitzada).
Un exemple d'aquesta situació podria ser una instal·lació de refrigeració (climatització d'estiu) solar: si s'utilitzessin plaques fotovoltaiques només es podria utilitzar un 15-20 % d'electricitat en comparació d'uns panells solars tèrmics que podrien aprofitar fins al 90 % de l'energia solar rebuda, i a un preu d'instal·lació molt més reduït.
El conjunt complet panells solars-absorció tindria un COP de 0,72 i 1,08 i el de compressió entre 0,54 (18 % panells i COP de 3, molt habitual) i 1,1 (20 % panells i COP de 5,5)
Si s'utilitza l'energia elèctrica de la xarxa, per al sistema de compressió, quan aquesta arriba a la presa de corrent ho fa amb un rendiment inferior al 25 % sobre l'energia primària utilitzada per generar-la, la qual cosa redueix molt les diferències de rendiment (0,8 enfront de 1,37). Malgrat això en certs casos, quan l'energia prové d'una font de calor econòmica, fins i tot residual o un subproducte destinat a rebutjar-se, compensa àmpliament utilitzar un sistema d'absorció. És el cas d'utilitzar el sistema en un cicle de trigeneración: es produeix electricitat amb un sistema tèrmic i la calor residual (al voltant d'un 50 % de l'energia primària emprada) s'usa per al sistema de refrigeració.
A la calor aportada al procés de refrigeració se li suma la calor sostreta de la zona refredada. Amb el que la calor aplicada pot reutilitzar-se. No obstant això, la calor residual es troba a una temperatura més baixa (a pesar que la quantitat de calor sigui major), amb el que les seves aplicacions són escasses.
Els aparells generadors per absorció són més voluminosos i requereixen immobilitat (el que no permet la seva utilització en automòbils, la qual cosa seria molt convenient com a estalvi d'energia posat que el motor té grans excedents d'energia tèrmica, dissipada en el radiador).
Unes altres de les formes d'aprofitament, és a través de la Cogeneració (en aquest cas, millor dit, Trigeneración), és a dir, l'aprofitament de la calor residual de les centrals termoelèctriques, és a dir, d'una energia gratuïta.